# Никола Попов (подполковник)
 Вижте пояснителната страница за други личности с името Никола Попов.
Никола Георгиев Попов е български офицер, роден през 1863 година в Градец, Котленско. 
Подполковник от Трета дружина на Осми пехотен приморски полк през Първата балканска война. 
Загива на 16 октомври 1912 година при атака на позициите по линията с. Колиби (днес Хамзабей) – с. Караагач. При тази битка е извоювана велика победа, но заплатена с кръвта на 188 убити, сред които командирите на Десета и Дванайсета роти – поручиците Панов и Жечев, както и на подполковник Никола Попов.